# After the War (album của Gary Moore)
| Đánh giá chuyên môn              | Đánh giá chuyên môn |
| Nguồn đánh giá                   | Nguồn đánh giá      |
| Nguồn                            | Đánh giá            |
| -------------------------------- | ------------------- |
| AllMusic                         | [ 1 ]               |
| Collector's Guide to Heavy Metal | 6/10                |
| Kerrang!                         | [ 3 ]               |
| Rock Hard                        | 8.0/10              |

After the War là album phòng thu solo thứ 7 của nghệ sĩ guitar người Ireland Gary Moore, được phát hành vào năm 1989. 

## Bối cảnh
Giống như tác phẩm trước Wild Frontier, After the War mang chất liệu nhạc Celtic. Bản hòa tấu "Dunluce" được đặt theo Lâu đài Dunluce ở Bắc Ireland. Trong bài "Led Clones", Ozzy Osbourne (người từng làm việc cùng Moore trước khi nam ca sĩ hợp tác với Randy Rhoads) là người đồng hát chính. Ca khúc mang hàm ý mỉa mai các ban nhạc Kingdom Come (nổi tiếng lúc bấy giờ) và dựa trên loại âm thanh và hình ảnh kiểu Led Zeppelin. "Bài hát ấy rất chi là vui," Ozzy nhớ lại, "và đúng là một vinh dự khi thu âm cùng Gary." Andrew Eldritch (giọng ca của nhóm The Sisters of Mercy) là người hát bè trong các bài như "After the War", "Speak for Yourself" và "Blood of Emeralds". Moore một lần nữa dành lời tri ân để tưởng nhớ người bạn chí cốt và đồng nghiệp quá cố Phil Lynott với ca khúc "Blood of Emeralds".
"After the War" sẽ là dấu mốc cuối mà Moore theo đuổi dòng hard rock thông thường và là album rock cuối của ông tính đến trước khi Dark Days in Paradise (1997) ra đời. Bắt đầu từ album kế tiếp là Still Got the Blues, ông sẽ chủ yếu chuyển sang chơi nhạc blues. Mặc dù Cozy Powell chơi trống trong album, anh lại bị thay thế bởi Chris Slade trong tour diễn. Lý do là bởi Cozy bận chuẩn đi lưu diễn cùng Black Sabbath nhằm quảng bá cho album Headless Cross (anh cũng chơi trống trong album này). After the War đã gặt hái đĩa vàng ở Đức và Thụy Điển cũng như đĩa bạc ở Anh. Mặc dù các album Wild Frontier và After the War đều gặt hái thành công, song về sau Moore lại phát ngán và ví chúng như "đống rác rưởi lớn nhất" mà ông từng nghe.

## Danh sách bài hát
Tất cả các ca khúc được viết bởi Gary Moore, ngoại trừ chỗ ghi chú.
| Mặt một | Mặt một                                  | Mặt một            | Mặt một    |
| STT     | Nhan đề                                  | Sáng tác           | Thời lượng |
| ------- | ---------------------------------------- | ------------------ | ---------- |
| 1.      | "After the War"                          |                    | 4:17       |
| 2.      | "Speak for Yourself"                     | Moore, Neil Carter | 3:42       |
| 3.      | "Livin' on Dreams"                       |                    | 4:14       |
| 4.      | "Led Clones (hợp tác với Ozzy Osbourne)" | Moore, Carter      | 6:07       |

| Mặt hai | Mặt hai                  | Mặt hai       | Mặt hai    |
| STT     | Nhan đề                  | Sáng tác      | Thời lượng |
| ------- | ------------------------ | ------------- | ---------- |
| 1.      | "Running from the Storm" |               | 4:45       |
| 2.      | "This Thing Called Love" |               | 3:32       |
| 3.      | "Ready for Love"         |               | 5:39       |
| 4.      | "Blood of Emeralds"      | Moore, Carter | 8:19       |

| Đĩa CD | Đĩa CD                                   | Đĩa CD        | Đĩa CD     |
| STT    | Nhan đề                                  | Sáng tác      | Thời lượng |
| ------ | ---------------------------------------- | ------------- | ---------- |
| 1.     | "Dunluce (Part 1)" (hòa tấu)             |               | 1:17       |
| 2.     | "After the War"                          |               | 4:17       |
| 3.     | "Speak for Yourself"                     | Moore, Carter | 3:42       |
| 4.     | "Livin' on Dreams"                       |               | 4:14       |
| 5.     | "Led Clones (hợp tác với Ozzy Osbourne)" | Moore, Carter | 6:07       |
| 6.     | "The Messiah Will Come Again" (hòa tấu)  | Roy Buchanan  | 7:29       |
| 7.     | "Running from the Storm"                 |               | 4:45       |
| 8.     | "This Thing Called Love"                 |               | 3:22       |
| 9.     | "Ready for Love"                         |               | 5:39       |
| 10.    | "Blood of Emeralds"                      | Moore, Carter | 8:19       |
| 11.    | "Dunluce (Part 2)" (instrumental)        |               | 3:50       |

| Đĩa CD cập nhật năm 2002 với các bài tặng kèm | Đĩa CD cập nhật năm 2002 với các bài tặng kèm | Đĩa CD cập nhật năm 2002 với các bài tặng kèm            | Đĩa CD cập nhật năm 2002 với các bài tặng kèm |
| STT                                           | Nhan đề                                       | Sáng tác                                                 | Thời lượng                                    |
| --------------------------------------------- | --------------------------------------------- | -------------------------------------------------------- | --------------------------------------------- |
| 12.                                           | "Emerald" (bản cover của Thin Lizzy)          | Scott Gorham, Brian Downey, Brian Robertson, Phil Lynott | 4:06                                          |
| 13.                                           | "Over the Hills and Far Away" (live)          |                                                          | 10:16                                         |
| 14.                                           | "Military Man" (live)                         | Lynott                                                   | 6:26                                          |
| 15.                                           | "Wild Frontier" (live)                        |                                                          | 5:01                                          |

## Đội ngũ thực hiện
Nhạc công
- Gary Moore – guitar, hát chính
- Neil Carter – keyboard, hát bè
- Bob Daisley – bass
- Cozy Powell – trống
- Don Airey – đánh keyboard trong "The Messiah Will Come Again," "Running from the Storm" và "This Thing Called Love"
- Laurence Cottle – chơi bass trong "The Messiah Will Come Again"
- Steve Piggott - sắp đặt chuỗi tiếng bass trong "Ready for Love"
- Charlie Morgan – chơi trống "After the War"
- Simon Phillips – chơi trống trong "Speak for Yourself" và "Blood of Emeralds"
- Brian Downey – chơi trống trong "Emerald"
- Chris Thompson – hát bè trong "After the War," "Led Clones" và "Ready for Love," chơi violin trong "Led Clones"
- Ozzy Osbourne – đồng hát chính trong "Led Clones," hát bè trong "Speak for Yourself"
- Andrew Eldritch – hát bè trong "After the War," "Speak for Yourself" và "Blood of Emeralds"
- Sam Brown, Miriam Stockley – hát bè trong "Ready for Love"

Sản xuất
- Peter Collins – nhà sản xuất
- Ian Taylor – kỹ thuật viên âm thanh, trộn âm
- Duane Baron – trộn âm
- Steve Barnett - quản lý
- Stewart Young - quản lý
- Hard to Handle - quản lý

## Bảng xếp hạng
| Năm  | Xếp hạng                 | Vị trí |
| ---- | ------------------------ | ------ |
| 1989 | German Albums Chart      | 2      |
| 1989 | Finnish Albums Chart     | 3      |
| 1989 | Norwegian Albums Chart   | 3      |
| 1989 | Swedish Albums Chart     | 3      |
| 1989 | Swiss Albums Top 100     | 3      |
| 1989 | New Zealand Albums Chart | 14     |
| 1989 | Japanese Albums Chart    | 16     |
| 1989 | Dutch MegaCharts         | 17     |
| 1989 | UK Albums Chart          | 23     |
| 1989 | Billboard 200 (Mỹ)       | 114    |

| Năm  | Đĩa đơn          | Bảng xếp hạng               | Vị trí |
| ---- | ---------------- | --------------------------- | ------ |
| 1989 | "After the War"  | Norwegian Singles Chart     | 4      |
| 1989 | "After the War"  | Finnish Singles Chart       | 5      |
| 1989 | "After the War"  | Swedish Singles Chart       | 12     |
| 1989 | "After the War"  | Irish Singles Chart         | 14     |
| 1989 | "After the War"  | Swiss Singles Top 100       | 17     |
| 1989 | "After the War"  | New Zealand Singles Chart   | 36     |
| 1989 | "After the War"  | UK Singles Chart            | 37     |
| 1989 | "Ready for Love" | Mainstream Rock Tracks (Mỹ) | 13     |
| 1989 | "Ready for Love" | Finnish Singles Chart       | 26     |
| 1989 | "Ready for Love" | UK Singles Chart            | 56     |

## Chứng nhận
| Quốc gia      | Tổ chức        | Năm  | Doanh số         |
| Đức           | BVMI           | 1989 | Vàng (+ 250.000) |
| Liên hiệp Anh | BPI            | 1989 | Bạc (+ 60.000)   |
| Thụy Điển     | IFPI Thụy Điển | 1989 | Vàng (+ 15.000)  |